# Historikerstreit
Der Historikerstreit (auch: Historikerdebatte, Historikerkontroverse oder Habermas-Kontroverse) von 1986/87 war eine zeitgeschichtliche Debatte in der Bundesrepublik Deutschland um die Singularität des Holocaust und die Frage, welche Rolle dieser für ein identitätsstiftendes Geschichtsbild Deutschlands spielen soll.
Auslöser war ein Artikel Ernst Noltes vom Juni 1986, der den Holocaust in Form rhetorischer Fragen als Reaktion der Nationalsozialisten auf die vorausgegangenen Massenverbrechen der Stalinschen Säuberungen und das Gulag-System in der Sowjetunion darstellte. Diese und andere Aussagen von drei weiteren bundesdeutschen Historikern kritisierte der Philosoph Jürgen Habermas als „Revisionismus“, der ein deutsches Nationalbewusstsein durch das Abschütteln einer „entmoralisierten Vergangenheit“ erneuern solle. Darauf reagierten viele deutsche Historiker, Journalisten und andere interessierte Autoren mit Leserbriefen oder Zeitungsartikeln, die später als Buch gesammelt erschienen. Diese Debatte dauerte etwa ein Jahr.

## Vorgeschichte
Die Studentenbewegung der 1960er Jahre hatte eine gründliche Vergangenheitsbewältigung gegenüber der NS-Zeit energisch gefordert und ihr Impulse gegeben. Die bundesdeutsche Geschichtswissenschaft hatte die NS-Forschung seit etwa 1965 intensiviert, jedoch bis 1986 keine eigene Gesamtdarstellung des Holocaust hervorgebracht.
Seit etwa 1973 kam es unter bundesdeutschen Historikern zu einem Grundsatzstreit über die geschichtswissenschaftliche Methodik, der etwa in Gestalt der Fischer-Kontroverse auch andere Epochen der deutschen Geschichte betraf. Ältere, bis dahin führende Fachhistoriker zur NS-Zeit wie Andreas Hillgruber und Klaus Hildebrand konzentrierten sich traditionell auf Führungspolitiker, ihre Ideen und Handlungsspielräume und verteidigten diese Methode. Jüngere Historiker wie Hans Mommsen, Wolfgang J. Mommsen und Hans-Ulrich Wehler, die Habermas später im Historikerstreit unterstützten, vertraten dagegen eine sozialwissenschaftliche, an Gesellschaftsstrukturen und Interessengegensätzen orientierte Herangehensweise. Von beiden Seiten anerkannt wurde jedoch die Aufgabe einer „Historisierung“ der NS-Zeit, die Martin Broszat der deutschen Historikerzunft in einem Aufsatz 1985 stellte. Er verstand darunter eine umfassende Erforschung der historischen und sozialen Bedingungen für den Nationalsozialismus und seine Einordnung in die deutsche Gesamtgeschichte, wobei er sich bereits von geschichtspolitisch motivierten Versuchen einer Relativierung der NS-Verbrechen abgrenzte.
Seit etwa 1979 sahen einige dem linksliberalen Spektrum zugeordnete Wissenschaftler einen konservativen Richtungswechsel im wissenschaftlichen und öffentlichen Diskurs über die NS-Zeit. Jürgen Habermas beschrieb damals eine „Neue Rechte“, die eine „Rückeroberung von Definitionsgewalten“ geradezu strategisch plane. Hans und Wolfgang Mommsen sowie Hans-Ulrich Wehler sahen solche Tendenzen auch in der NS-Forschung. Viele betrachteten die „geistig-moralische Wende“, die Bundeskanzler Helmut Kohl 1982 in seiner Regierungserklärung ankündigte, besonders sein Diktum von der „Gnade der späten Geburt“ 1984 in Israel und seinen Besuch eines Soldatenfriedhofs in Bitburg 1985 mit US-Präsident Ronald Reagan, auf dem auch Waffen-SS-Mitglieder begraben sind, als Zeichen und Verstärkung eines Trends, die historisch-politische Auseinandersetzung mit der NS-Zeit im Sinne einer verbreiteten Schlussstrich-Mentalität stillzulegen. Sie lehnten daher Kohls Initiative für ein Deutsches Historisches Museum in West-Berlin und die Besetzung der Gründungskommission (darunter Michael Stürmer) vielfach als Versuch ab, ein konservatives, nationalverträgliches Geschichtsbild politisch zu verordnen.
Demgegenüber wurde der Holocaust in den Massenmedien seit der Fernsehserie Holocaust (1978; deutsch Januar 1979) und erneut mit dem Dokumentarfilm Shoah (1985) verstärkt thematisiert. Am 50. Jahrestag der nationalsozialistischen „Machtergreifung“ (30. Januar 1983) und am 40. Jahrestag der deutschen Gesamtkapitulation (8. Mai 1985) wurde der NS-Verbrechen öffentlich breit gedacht. Richard von Weizsäcker beschrieb den 8. Mai 1945 als erster deutscher Bundespräsident als „Tag der Befreiung“ vom Nationalsozialismus, nicht mehr nur als Niederlage der Wehrmacht, und bekannte sich zum Vorrang des Gedenkens an die Opfer des Nationalsozialismus.
Die bereits existierende fachhistorische Polarisierung, die politische Konstellation sowie das Austragen dieser Debatte in Massenmedien waren laut Klaus Große Kracht wesentliche Ursachen für Lagerbildung, polemische Überspitzungen und Mangel an weiterführenden Ergebnissen des späteren Historikerstreits.

## Debattierte Texte

### Ernst Nolte
1980 hielt der Historiker Ernst Nolte den Vortrag Zwischen Geschichtslegende und Revisionismus vor der Carl Friedrich von Siemens Stiftung, den die FAZ am 24. Juli 1980 gekürzt abdruckte. Einige Aussagen daraus wurden 1986 in den Streit einbezogen, nachdem H. W. Koch Noltes Vortrag in englischer Übersetzung 1985 in einer Aufsatzsammlung neu herausgegeben hatte.
Nolte konstatierte darin ein durchweg und anhaltend negatives Bild des „Dritten Reichs“, das er auf dessen Schuld am Zweiten Weltkrieg, seine reaktionäre Ideologie (Blut und Boden, Rassismus) und seine singulären Gewalttaten an Juden, Slawen, Geisteskranken und von Nolte so genannten „Zigeunern“, besonders auf die Gaskammern der Vernichtungslager, zurückführte. Dies habe dazu geführt, „dass im Nachhinein bloß die Stimme der Opfer vernehmbar war“. Dies berge die Gefahr für die Wissenschaft in sich, die Geschichte nur aus dem Blickwinkel der Sieger wahrzunehmen und festzuschreiben. Diese Sicht hätte aufgrund neuer Zeitumstände einer Revision bedurft, die aber nicht Anklage durch Entschuldung ersetzen sollte.
Nolte referierte dann drei Bücher als damals aktuelle „revisionistische Ansätze“, zuletzt das Buch Hitler und seine Feldherren (1975) von David Irving, der später mehrfach wegen offener Holocaustleugnung verurteilt wurde. Er wies zunächst Irvings Thesen zurück, Adolf Hitler habe von der „Endlösung“ nichts gewusst und hätte den Krieg bei besserer Umsetzung seiner strategischen Pläne gewinnen können. Dann griff er einige Behauptungen Irvings auf: Hitler habe „gute Gründe“ gehabt, „von dem Vernichtungswillen seiner Gegner sehr viel früher überzeugt zu sein als zu dem Zeitpunkt, wo die ersten Nachrichten über die Vorgänge in Auschwitz zur Kenntnis der Welt gelangt waren.“ Denn der Präsident der Jewish Agency Chaim Weizmann habe Anfang September 1939 geäußert, dass „die Juden in aller Welt in diesem Krieg auf der Seite Englands kämpfen würden.“ Damit lasse sich die These begründen, „dass Hitler die deutschen Juden als Kriegsgefangene behandeln und d. h. internieren durfte.“
Im April 1986 ergänzte Nolte hinter „Kriegsgefangene“ in einer Fußnote: „– oder genauer gesagt, als Zivilinternierte nach dem Muster der Deutschen in England ab September 1939 oder der amerikanischen Staatsbürger japanischer Herkunft in den USA 1941–1945“. Auch der Luftangriff auf Hamburg 1943 zeige einen „Vernichtungswillen der Alliierten gegenüber der deutschen Zivilbevölkerung“, der nicht durch ihre Kenntnis vom Holocaust verursacht worden sein könne.
Am 6. Juni 1986 veröffentlichte Nolte in der FAZ den Vortrag Vergangenheit, die nicht vergehen will, den er für die Frankfurter Römerberggespräche vorgesehen, dort aber nicht gehalten hatte. Als Gründe, warum die gemeinte NS-Zeit nicht vergehen wolle, nannte er vor allem die Erinnerung an die „Ungeheuerlichkeit der fabrikmäßigen Vernichtung von mehreren Millionen Menschen“. Dann fragte er, ob die verbreitete Schlussstrich-Mentalität nicht einen wahren Kern enthalte: Die Rede von einer „Schuld der Deutschen“ ähnele der NS-Propaganda von der „Schuld der Juden“ und sei bei Deutschen unaufrichtig, da bloß gegen „alte Gegner“ gerichtet. Die Aufmerksamkeit für den Holocaust lenke von anderen NS-„Tatbeständen“, etwa der Euthanasie und Behandlung der russischen Kriegsgefangenen, und von gegenwärtigen Fragen ab, etwa nach dem ungeborenen Leben (Abtreibung) und danach, ob die sowjetische Besetzung Afghanistans Völkermord sei. Auf diese angebliche Nichtbeachtung führte er auch damalige Skandale zurück, bei denen Politikern Antisemitismus vorgeworfen wurde. Dabei mache der Film Shoah wahrscheinlich, dass SS-Lageraufseher „auf ihre Art Opfer sein mochten“ und es unter polnischen NS-Opfern „virulenten Antisemitismus gab“. Eine Revision früherer „Schwarz-Weiß-Bilder“ erscheine gefährlich, weil die Deutschen sich mit der NS-Zeit bis 1939 identifizieren könnten. Dies sei aber schon wegen Hitlers „Vernichtungsbefehlen gegen das deutsche Volk“ im März 1945 undenkbar.
Dann fragte er, was spätere Nationalsozialisten zum Holocaust bewogen habe, die den Völkermord an den Armeniern 1915 direkt beobachtet und als Vernichtung nach „asiatischer Art“ beurteilt hätten. Hitler habe eine mögliche Antwort gezeigt, indem er 1943 nach der Niederlage von Stalingrad auf den „Rattenkäfig“ verwiesen habe, mit dem die Sowjets gefangene deutsche Offiziere in Moskau zu Geständnissen und Zusammenarbeit bringen würden. Nolte deutete „Rattenkäfig“ nach George Orwells Roman 1984 als Androhung einer von chinesischen Tschekisten überlieferten Foltermethode; die Deutung auf die Lubjanka, die Folterzentrale der sowjetischen Geheimpolizei, sei falsch. Ferner seien alle späteren Verbrechensmethoden der Nationalsozialisten außer der Vergasung in den 1920er Jahren schon beschrieben worden. Deshalb sei die Frage zulässig und unvermeidbar:

„Vollbrachten die Nationalsozialisten, vollbrachte Hitler eine ‚asiatische‘ Tat vielleicht nur deshalb, weil sie sich und ihresgleichen als potentielle oder wirkliche Opfer einer ‚asiatischen‘ Tat betrachteten? War nicht der ‚Archipel Gulag‘ ursprünglicher als Auschwitz? War nicht der ‚Klassenmord‘ der Bolschewiki das logische und faktische Prius des ‚Rassenmords‘ der Nationalsozialisten? Sind Hitlers geheimste Handlungen nicht gerade auch dadurch zu erklären, daß er den ‚Rattenkäfig‘ nicht vergessen hatte? Rührte Auschwitz vielleicht in seinen Ursprüngen aus einer Vergangenheit her, die nicht vergehen wollte?“

Diese Fragen, die zu stellen er sich früher auch gescheut habe, müssten in den größeren Zusammenhang der Geschichte Europas seit der Industrialisierung gerückt werden, in deren Brüchen immer wieder „Schuldige“ oder „Urheber“ einer als bedrohlich erlebten Entwicklung gesucht worden seien. Erst in diesem Rahmen werde der qualitative Unterschied der „biologischen“ gegenüber der „sozialen“ Vernichtung deutlich. Man könne Morde durch Vergleiche mit anderen Morden nicht rechtfertigen, aber „den anderen“ Massenmord nicht ausblenden, da hier ein „kausaler Nexus“ wahrscheinlich sei. Der Sinn dieser Geschichtsbetrachtung könne nur im „Freiwerden von der Tyrannei des kollektivistischen Denkens bestehen“, das auch die Vergangenheitsbewältigung der NS-Zeit präge.

### Michael Stürmer
Am 25. April 1986 veröffentlichte der Historiker Michael Stürmer, damals politischer Berater von Bundeskanzler Helmut Kohl, in der FAZ den Artikel Geschichte in geschichtslosem Land. Er konstatierte einerseits einen Erinnerungsverlust, andererseits ein Interesse an Geschichte, das er als „Rückkehr in die kulturelle Überlieferung“, „Versprechen der Normalität“ und Orientierungssuche für die Zukunft deutete:
„Orientierungsverlust und Identitätssuche sind Geschwister.“ Die Politik dürfe nicht ignorieren, „dass in geschichtslosem Land die Zukunft gewinnt, wer die Erinnerung füllt, die Begriffe prägt und die Vergangenheit deutet.“
Die Ungewissheit der nationalen Identität habe schon vor 1945 die deutsche Geschichte bestimmt. Erst gegenwärtig sei nicht mehr die NS-Zeit, sondern die Nachkriegszeit Zentrum der deutschen Geschichtsbetrachtung. Die historische Leistung Konrad Adenauers, die Westbindung der Bundesrepublik, werde jedoch durch historische Fehldeutungen und konkurrierende Geschichtsbilder in Frage gestellt. Dieser Zustand könne bei unseren Nachbarn die bange Frage aufwerfen, „wohin das alles treibt“. Da die Bundesrepublik als „Mittelstück im europäischen Verteidigungsbogen“ „weltpolitische und weltwirtschaftliche Verantwortung“ trage, gehe es bei der „Suche nach der verlorenen Geschichte […] um die innere Kontinuität der deutschen Republik und ihre außenpolitische Berechenbarkeit.“

### Andreas Hillgruber
Der Historiker Andreas Hillgruber veröffentlichte im Frühjahr 1986 das Buch Zweierlei Untergang: Die Zerschlagung des Deutschen Reiches und das Ende des europäischen Judentums. Darin stellte er zwei unabhängig voneinander verfasste Aufsätze zusammen. Im ersten, längeren Aufsatz beschrieb er den Durchbruch der Roten Armee an der Ostfront und die hierauf folgende Flucht und Vertreibung deutscher Bewohner, die östlich der Oder-Neiße-Grenze lebten. Dabei erörterte er ausführlich die Frage, welche Perspektive der heutige Historiker dazu einnehmen müsse. Er nahm dann die Perspektive der damaligen Soldaten der Wehrmacht und fliehenden Deutschen ein, zu denen er selber gehört hatte. Er wolle damit die Sicht des 8. Mai 1945 als „Tag der Befreiung“ gegenüber Richard von Weizsäckers Rede 1985 relativieren. Im zweiten, kürzeren Aufsatz, den er zuvor für eine wissenschaftliche Tagung erstellt und dort gehalten hatte, beschrieb Hillgruber den Holocaust als alleinige Tat der Nationalsozialisten, ohne die im ersten Aufsatz erörterte Frage der richtigen Perspektive des deutschen Historikers dazu erneut aufzuwerfen.

## Die Kritik von Jürgen Habermas
Am 11. Juli 1986 veröffentlichte die Wochenzeitung Die Zeit den Artikel Eine Art Schadensabwicklung, den sie auf Seite 1 als „Kampfansage“ vorstellte. Darin kritisierte Jürgen Habermas „die apologetischen Tendenzen in der deutschen Zeitgeschichtsschreibung“ (Untertitel), namentlich in Aufsätzen von Michael Stürmer, Andreas Hillgruber, Klaus Hildebrand und vor allem Ernst Nolte. Er stellte seinem Artikel ein Zitat Noltes voran, wonach Hitler eine „asiatische“ Tat – den Holocaust – als Reaktion auf bekannte stalinistische Verbrechen begangen und die Forschung diesen Zusammenhang bislang ignoriert habe.
Er kritisierte zuerst Michael Stürmer: Dieser habe im Sinne eines neokonservativen Weltbilds die Gefahr eines „sozialen Bürgerkriegs“ in der pluralistischen Industriegesellschaft beschworen, der er mit einer „höheren Sinnstiftung“ zu begegnen versuche. Stürmer verlange daher von der Geschichtswissenschaft, die frühere Aufgabe einer Religion zu übernehmen und ein dem nationalen Konsens förderliches Geschichtsbild herzustellen und zu verbreiten. Deshalb sehe er sie in dem Dilemma, „großenteils unbewußte Bedürfnisse nach innerweltlicher Sinnstiftung … in wissenschaftlicher Methodik ab[zu]arbeiten“.
Gemäß dieser Aufgabenstellung habe Andreas Hillgruber sich in seinem Buch Zweierlei Untergang einer „revisionistischen Operation seines Geschichtsbewußtseins“ unterzogen. Als Historiker habe er die Sicht der Widerstandskämpfer des 20. Juli 1944 auf die damalige Kriegslage von vornherein als Gesinnungsethik abgetan und auch die Befreiungsperspektive der Sieger nur für die NS-Opfer, nicht für alle Deutschen gelten lassen. Stattdessen habe er sich mit den „verzweifelten Anstrengungen“ (Hillgruber) der Wehrmacht identifiziert, die Ostdeutschen vor „Racheorgien“ der Roten Armee und ihre Fluchtwege nach Westen zu schützen. Er habe also das damalige Erleben der Beteiligten nicht gegen heutiges Wissen abgewogen und damit sonst unvermeidbare Fragen der „Moral in Vernichtungskriegen“ ausgeklammert. Daher habe er den Kampf der Wehrmacht zum Halten der Ostfront nicht zum Holocaust in Beziehung gesetzt, der auch deswegen fortgesetzt werden konnte. Er habe seine Eingangsthese, dass die Vertreibung der Ostdeutschen nicht auf NS-Verbrechen reagiert habe, nur mit dem alliierten Kriegsziel, Preußen zu zerschlagen, zu belegen versucht, diese Zerschlagung nur als Wegbereitung für den sowjetischen Vormarsch und das deutsche Ostheer nur als „Schutzschirm vor einem jahrhundertealten deutschen Siedlungsraum“ beschrieben. Im Kontrast dazu habe er den Holocaust nur distanziert als „Ende des europäischen Judentums“ dargestellt: „Dort die nicht-revidierten, unausgedünsteten Klischees eines aus Jugendtagen mitgeführten Jargons, hier die bürokratisch gefrorene Sprache.“ Er habe sozialwissenschaftliche Erklärungsansätze abgelehnt, nur die „radikale Rassendoktrin“ und nur Hitler allein für deren Realisierung verantwortlich gemacht und behauptet, Hitler sei dabei anders als bei den Euthanasiemorden sogar im Führungszirkel des NS-Regimes isoliert gewesen. Dass die Bevölkerungsmehrheit den Holocaust trotz ausreichender Ahnungen davon duldete, habe Hillgruber nicht historisch erklärt, sondern als allgemeines menschliches Phänomen weggeschoben.
Dann kritisierte Habermas eine Rezension Klaus Hildebrandts: Dieser habe Ernst Noltes Arbeit dafür gelobt, der Geschichte des NS-Regimes das „scheinbar Einzigartige“ zu nehmen und seine „Vernichtungskapazität“ in die gesamttotalitäre Entwicklung historisierend einzuordnen. Nolte selbst habe seine Revision der Darstellung der NS-Zeit anders als Hillgruber damit begründet, dass die Sieger diese weitgehend geschrieben und zu einem negativen Mythos gemacht hätten. Er habe eine angebliche „Kriegserklärung“ Weizmanns als „guten Grund“ für Hitlers Überzeugung, der Gegner wolle ihn vernichten, genannt. Er habe den Terror Pol Pots in Kambodscha als Bezugspunkt des heutigen Historikers gewählt und von da aus eine Vorgeschichte des Holocaust vom Frühsozialismus bis zum Gulag konstruiert: „In diesem Kontext des Schreckens erscheint dann die Judenvernichtung nur als das bedauerliche Ergebnis einer immerhin verständlichen Reaktion auf das, was Hitler als Vernichtungsdrohung empfinden musste …“ In einem anderen Aufsatz habe Nolte Marxismus und Faschismus als verwandte Reaktionen auf Modernisierungsprozesse beschrieben und so eine für ihn verständliche Absicht des Nationalsozialismus von dessen Verbrechen getrennt. In seinem für die Römerberggespräche bestimmten Aufsatz schließlich habe er die Singularität des Holocaust „auf ‚den technischen Vorgang der Vergasung‘ reduziert“ und diesen „als Antwort auf (heute fortdauernde) bolschewistische Vernichtungsdrohungen mindestens verständlich gemacht“. Diese und andere „unappetitliche Kostproben“ zeigten starke antisemitische Tendenzen.
Offenbar habe die FAZ Noltes Aufsatz dennoch abgedruckt, weil dieser eine Lösung für das von Stürmer beschriebene Dilemma biete, eine nationale Identität der Deutschen ohne Nationalstaat zu finden und ihr Nationalbewusstsein im Rahmen der NATO ohne nationalstaatliche Feindbilder wiederzubeleben. Diese revisionistische Absicht habe nach seinem Eindruck auch die Besetzung und Konzepte der Gründungskommissionen für das Deutsche Historische Museum und das Haus der Geschichte beeinflusst. Martin Broszat habe dagegen überzeugend verlangt, etwa die NS-Verbrechen mit der Alltagsgeschichte zu verbinden, um ein distanziertes Verstehen anstelle eines nur kurzschlüssigen moralischen Verurteilens zu ermöglichen. Während diese Art der Historisierung „die Kraft einer reflexiven Erinnerung“ freisetze, wollten andere wie Stürmer „eine revisionistische Historie in Dienst nehmen für die nationalgeschichtliche Aufmöbelung einer konventionellen Identität“. Demgegenüber habe Hans-Ulrich Wehler an die staatstragende, machtpolitisch loyale oder gar komplizenhafte Rolle der meisten deutschen Historiker bis 1945 erinnert. Gerade weil das NS-Regime verschärft aufgedeckt habe, dass jede Geschichtsschreibung vom politischen Kontext ihrer Zeit abhängig sei, könne man die eigene Vergangenheit nicht von beliebigen Standorten aus betrachten. Aber erst mehrere verschiedene Lesarten dieser Vergangenheit ermöglichten es, „die eigenen identitätsbildenden Überlieferungen in ihren Ambivalenzen deutlich zu machen.“ Die Distanz der jüngeren Generation zu nationalen Symbolen bedeute auch eine Chance für eine an universalistischen Werten orientierte „postkonventionelle Identität“.
Zum Schluss bekannte sich Habermas zur „politischen Kultur des Westens“, für die sich erst seine Generation vorbehaltlos geöffnet habe. Dabei sei die „Ideologie der Mitte“ überwunden worden, die Stürmer und Hillgruber zu erneuern suchten. Er forderte einen Verfassungspatriotismus, der erst nach dem Holocaust möglich geworden sei: „Wer uns mit einer Floskel wie 'Schuldbesessenheit' (Stürmer und Oppenheimer) die Schamesröte über dieses Faktum austreiben will, […] zerstört die einzig verläßliche Basis unserer Bindung an den Westen.“

## Die Debatte

### Teilnehmer
Die Frankfurter Allgemeine Zeitung (FAZ) veröffentlichte 1986 zunächst Artikel von Michael Stürmer (25. April) und Ernst Nolte (6. Juni) sowie einen wenig beachteten Vortrag von Christian Meier (28. Juni), die sich auf die NS-Zeit und deren Bedeutung für das deutsche Geschichtsbild, aber nicht direkt aufeinander bezogen. Noltes Thesen wurden von dem Berliner Historiker Henning Köhler in einem Leserbrief in der FAZ vom 26. Juni 1986 scharf kritisiert. Die eigentliche Debatte eröffnete der Artikel von Habermas in der Zeit (11. Juli 1986) sowie eine Kritik von Micha Brumlik an Hillgrubers Buch Zweierlei Untergang vom 28. Mai, die die taz am 12. Juli veröffentlichte. Auf Habermas reagierten zunächst drei der von ihm kritisierten Autoren in der FAZ: Hildebrandt mit einem längeren Artikel (31. Juli), Nolte (1. August) und Stürmer (16. August) mit knappen Leserbriefen. Habermas antwortete dort am 11. August auf Hildebrandt.
Ab Ende August nahmen immer mehr nicht von Habermas kritisierte Autoren in verschiedenen deutschsprachigen Zeitungen und Zeitschriften Stellung: Joachim Fest (FAZ, 29. August), Karl Dietrich Bracher (FAZ, 6. September), Eberhard Jäckel (Die Zeit, 12. September), Helmut Fleischer (Nürnberger Zeitung, 20. September), Jürgen Kocka (Frankfurter Rundschau, 23. September), Hagen Schulze (Die Zeit, 26. September), Hanno Helbling (Neue Zürcher Zeitung, 26. September), Hans Mommsen (Merkur, September/Oktober-Ausgabe; Blätter für deutsche und internationale Politik, Oktoberausgabe), Martin Broszat (Die Zeit, 3. Oktober).
Rudolf Augstein verschärfte den Streit mit einer Kritik vor allem an Hillgruber (Der Spiegel, 6. Oktober). Darauf reagierten Christian Meier (Rheinischer Merkur, 10. Oktober), Thomas Nipperdey (Die Zeit, 17. Oktober) und Imanuel Geiss (Der Spiegel, 20. Oktober), bevor erneut die Hauptkontrahenten Nolte (Die Zeit, 31. Oktober; FAZ, 6. Dezember), nun auch Hillgruber (Rheinischer Merkur, 31. Oktober; Geschichte in Wissenschaft und Unterricht, Dezemberausgabe), Habermas (Die Zeit, 7. November), Hildebrandt (Die Welt, 22. November) und Stürmer (FAZ, 26. November) das Wort ergriffen. Zudem beteiligten sich Heinrich August Winkler (Frankfurter Rundschau, 14. November), nochmals Christian Meier (Die Zeit, 20. November), Kurt Sontheimer (Rheinischer Merkur, 21. November), Richard Löwenthal (FAZ, 29. November), Wolfgang J. Mommsen (Frankfurter Rundschau, 1. Dezember), Horst Möller (Beiträge zur Konfliktforschung, 4. Dezember), Walter Euchner (Frankfurter Hefte, Dezemberausgabe), Robert Leicht (Die Zeit, 26. Dezember) und Joachim Perels (Frankfurter Rundschau, 27. Dezember). Bis zum Jahresende erreichte der Streit einen gewissen Abschluss.
Im Februar 1987 schrieb Imanuel Geiss ein Resümee für die Evangelischen Kommentare. Am 23. Februar schrieb Habermas eine abschließende „Anmerkung“ für die geplante Ausgabe der wichtigsten Texte und Stellungnahmen des Streits im Piper-Verlag. Vom 15. April bis 12. Mai reagierten Nolte, Fest, Stürmer und Hillgruber dort nochmals darauf.

### Kritik an Habermas
Habermas’ These eines revisionistischen Trends in der Geschichtswissenschaft, die NS-Verbrechen durch aufrechnende Vergleiche mit anderen Massenverbrechen zugunsten eines einheitlichen, nationalkonservativ nutzbaren Geschichtsbilds zu relativieren und einzuebnen, kritisierten einige Historiker als künstliches Konstrukt. Dabei wiesen sie seine Zusammenstellung von unterschiedlichen Positionen, die bislang keine gemeinsame Forschungsrichtung vertraten, seine Zitatauswahl und Zitierweise und die Verbindung von Historikerfragen mit politischen Absichten zurück.
Klaus Hildebrandt kritisierte den Artikel von Habermas als „übles Gebräu“ einer „Vermischung von Wissenschaft und Politik“ und als „Schwarzweißgemälde über Fortschritt und Reaktion in der deutschen Historiographie“. Er warf Habermas Falschzitate vor und nannte als Beispiel: Hillgruber habe nicht nur die „Verzweiflung“, sondern auch das „Versagen“ von NSDAP-Beamten beschrieben; dies habe Habermas absichtlich weggelassen. Britische Akten belegten Hillgrubers Thesen: Die Alliierten hätten lange vor dem Holocaust „erschreckende“ Gebiets- und Bevölkerungsverschiebungen geplant. Besonders Josef Stalins langfristige Kriegsziele und Völkermordpläne „im Zeichen der Klassenherrschaft“ seien mit denen Hitlers „im Zeichen der Rassenherrschaft“ vergleichbar. Das Berücksichtigen der Gefühle deutscher Soldaten nach Hitlers Haltebefehlen sei ein für Historiker notwendiges „Bemühen um Verständnis“ für ihre „Tragödie“, Verbrechen der Roten Armee zu verhindern und zugleich das NS-Regime zu verlängern. Hillgruber habe daher zu Recht betont: „Befreiung umschreibt nicht die Realität des Frühjahrs 1945.“ Habermas halte im Glauben an eine „säkulare Erlösung“ ein vertrautes Geschichtsbild gegen neue Forschungsergebnisse fest, was Geschichtsschreibung in den „Endzustand einer Utopie“ mit totalitären Zügen zu überführen drohe: „Wer solche Sperren im Dienste des ein für allemal Etablierten aufrichtet, behindert die Forschung und huldigt dem Dogma.“ Auch Noltes „seit langem vorgelegte Fragen und Thesen zum Problem der Singularität und Vergleichbarkeit des nationalsozialistischen Völkermordes“ seien legitim und nicht automatisch politisch benutzbar. Frageverbote zu „Parallelen zwischen der Vernichtungsqualität“ von Kommunismus und Nationalsozialismus bzw. zu „Vorbildern und Spuren des 'Judenmords' in der Geschichte“ seien daher uneinsehbar. Die Singularität des Holocaust habe lange zur Erklärung der „ebenfalls nicht selten als unvergleichbar gekennzeichneten Kriegsfolgen“ gedient; dies relativiere neue Forschung, wonach die sowjetischen, teilweise auch britischen und US-amerikanischen Kriegsziele „weit darüber hinaus“ gegangen seien, „die Deutschen zu befreien, zu zähmen und zu erziehen.“ Noltes These, Chaim Weizmanns Äußerungen seien eine Kriegserklärung mit „verständlichen“ Folgen, erwähnte Hildebrandt nicht.
Joachim Fest reagierte am 6. September 1986: Seit Ende der 1960er Jahre sei es üblich, abweichende historische Wahrnehmungen einer Komplizenschaft mit dem „Faschismus“ zu bezichtigen. Nicht um wissenschaftliche Befunde, sondern um „häufig bloß vermutete […] Motive“ gehe es. Diese „elende Praxis“ führe Habermas fort, der einige renommierte Historiker unter „Nato-Verdacht“ stelle. Fest verteidigte Nolte, der die Singularität der NS-Vernichtungsaktionen gar nicht leugne, aber in einen kausalen Zusammenhang mit dem Bolschewismus stelle:

„Falls es sich nicht um eine Form akademischer Legasthenie handelt, bleibt nur die Annahme, daß hier ein ideologisches Vorurteil sich die Dinge erst zurechtrückt, um sie dann attackieren zu können. […] Gewiß bedeuten die Gaskammern […] eine besonders abscheuerregende Form des Massenmords […]. Aber läßt sich wirklich sagen, daß jene Massenliquidierung durch Genickschuß, wie sie während des Roten Terrors über Jahre hin üblich waren, etwas qualitativ anderes waren? Ist nicht, bei allen Unterschieden, das Vergleichbare doch stärker?“

Karl Dietrich Bracher kritisierte, dass die Totalitarismusthese tabuisiert und die „Faschismusformel“ seinerzeit auch von Nolte und Habermas inflationiert worden sei. Dadurch sei das Gemeinsame von linker und rechter Diktatur unterdrückt worden, die Fragestellung sei so verbogen und vernebelt worden.
Hagen Schulze nannte Habermas am 26. September 1986 einen Vereinfacher, der eine übersichtliche Frontstellung präsentiert habe: hier die aufgeklärten Liberalen, die aus einer verfehlten deutschen Geschichte gelernt hätten, dort eine Clique fragwürdiger Historiker, die von konservativer Seite gefördert würde. Aber Habermas gehe es „im Kern um Politik, ja eigentlich um Moral, der Angriff zielt auf wissenschaftspraktische und wissenschaftstheoretische Positionen“. Wissenschaft habe jedoch mit der Welt des Seins zu tun, Moral und Politik mit der Welt des Sollens. Habermas mische „virtuos direkte mit indirekten Zitaten, und die inkriminierenden Aussagen über die angeblichen Absichten jener vier ‚Regierungshistoriker‘ finden sich fast durchweg im indirekten Teil“, sie seien Habermas’ Interpretationen. In der Bundesrepublik, in der „auch eine regierungsfreundliche Meinung keinen privilegierten Zugang zur Öffentlichkeit besitzt“, sei ein „vereinheitlichtes und regierungsfrommes Geschichtsbild“ auch gar nicht möglich. „Nichts spricht gegen eine saftige Polemik. Aber die Diskussion darf nicht mit den Mitteln manichäischer Wirklichkeitsreduktion und künstlicher Feindbilder geführt werden“.
Andreas Hillgruber stellte am 31. Oktober 1986 seine Beziehungen zu Nolte, Hildebrand, Stürmer sowie dem FAZ-Herausgeber Joachim Fest dar: Mit Hildebrand, der durch eine Rezension in einer Fachzeitschrift „in diese attackierte Gruppe mit hineingeraten“ sei, fühle er sich eng verbunden. Zu Nolte und Stürmer habe er ein „freundlich-kollegiales Verhältnis“, doch mit ihren „ganz anderen wissenschaftlichen Ansätzen“ habe er nichts zu tun. „Habermas ‚mischt‘ alles zusammen, um seine Unterstellung eines von uns angeblich gemeinsam vertretenen ‚Revisionismus‘ in der Zeitgeschichte zu belegen.“ Dass er von Augstein als „konstitutioneller Nazi“ bezeichnet wurde, sei „absolut indiskutabel“, doch habe der Spiegel-Herausgeber seine Vorwürfe anscheinend juristisch prüfen lassen.
Imanuel Geiss kritisierte ebenfalls Noltes These einer kausalen Verknüpfung zwischen den Verbrechen der Bolschewiki und der Nationalsozialisten „als wissenschaftlich unhaltbar und moralisch strikt zu verwerfen“. Am meisten kritisierte er aber Habermas, den er als den eigentlichen Verursacher des Streits ansah: Es gebe eigentlich keinen Historikerstreit, sondern eine „Habermas-Kontroverse“. Seine und Augsteins Vorwürfe kämen einer „öffentlich-moralischen Hinrichtung“ der von ihnen Kritisierten gleich. Dies stelle in letzter Konsequenz einen Angriff auf die Gesellschaftsordnung der Bundesrepublik Deutschland dar, „weil sie durch die Art ihrer Attacken die Polarisierung weiter eskalierten und mit ihrem ›historischen Moralismus‹ […] die freie Diskussion am liebsten nach rechts abschneiden möchten“. Eine „historische Einordnung des an sich Unfaßbaren“ sei „ohne historische Vergleiche und damit ohne eine gewisse Relativierung nicht möglich“.

### Unterstützung für Habermas
Habermas’ These eines revisionistischen Historikertrends im Dienst eines nationalkonservativen Geschichtsbilds wurde von einigen Historikern in der Form gestützt, dass sie einige der dafür herangezogenen Positionen ihrerseits kritisierten, andere Kritikpunkte von Habermas jedoch nicht aufgriffen.
Hans Mommsen kritisierte im Oktober 1986 eine Verdrängungstendenz in der bundesdeutschen Geschichtsschreibung zur NS-Zeit. Dazu zählte er auch die „Theorie der ‚totalitären Diktatur‘“, mit welcher die Konservativen eine „prinzipielle Gleichsetzung von nationalsozialistischer Diktatur und kommunistischer Herrschaft“ vollzogen hätten. Damit habe man sich sowohl als antifaschistisch bezeichnet als auch die Linke ausgegrenzt und kriminalisiert. Nun werde versucht, „durch die historische Relativierung des Nationalsozialismus ältere obrigkeitsstaatliche Einstellungen wieder hoffähig“ zu machen.
Eberhard Jäckel schrieb in der Zeit vom 12. September 1986, dass die Frage nach der Einzigartigkeit des Holocausts gar nicht so entscheidend sei. Wichtiger sei die Behauptung eines ursächlichen Zusammenhangs zwischen bolschewistischen und nationalsozialistischen Morden. In diesem Punkt kritisiert er die seiner Meinung nach „abstruse […] Assoziationskette“ Noltes, mit der Rattenkäfig-Anekdote und dem Wort von der „asiatischen Tat“. Dass zuerst der Gulag, dann erst Auschwitz kam, also „post hoc, ergo propter hoc“, sei kein ausreichender logischer Schluss, „es sei denn, es gelinge der Nachweis, daß Hitlers Entschluß, die Juden zu töten, von solchen Ängsten bestimmt war.“ Hitler habe hingegen viele Male ausgesprochen, dass er die Juden töten wolle. Ein Rattenkäfig oder eine Angst vor den Bolschewiki komme darin nicht vor. „Im Gegenteil war Hitler immer der Ansicht, Sowjetrußland sei, gerade weil es von Juden beherrscht werde, ein wehrloser Koloß auf tönernen Füßen. Der Arier hatte keine Angst vor slawischen und jüdischen Untermenschen“, dagegen habe Hitler es jedoch „vorzüglich“ verstanden, die „antibolschewistischen Ängste der Bourgeoisie für seine Zwecke zu mobilisieren“. Noltes These vom kausalen Nexus wolle „die These von einem Präventivmord“ suggerieren.
Rudolf Augstein listete am 6. Oktober 1986 unter der Überschrift „Die neue Auschwitz-Lüge“ einige Thesen Noltes und anderer von Habermas kritisierter Wissenschaftler auf. Er zitierte den Klappentext von Hillgrubers Zweierlei Untergang und schrieb über Hillgruber: „Wer so denkt und spricht, ist ein konstitutioneller Nazi, einer, wie es ihn auch ohne Hitler geben würde.“ Augstein warf Nolte vor, mit der Eingemeindung der „deutschen Hitlerverbrechen“ in die „Verbrechen aller Jahrtausende“ aus der Bundesrepublik wieder einen normalen Staat machen zu wollen. „Nicht umsonst verrät uns Ernst Nolte“, dass die Kulaken schon vor Hitlers Machtergreifung vernichtet worden seien. „Aber Stalins Wahn war, anders als der Hitlers, ein realistischer Wahn […] Hitler war einer der glaubwürdigsten Politiker. Er hat sein Programm angekündigt und durchgeführt.“

### Reaktionen der Hauptkontrahenten
Ernst Nolte nahm am 1. August 1986 zunächst nur auf zwei von Habermas erwähnte Begebenheiten Bezug: Dass der jüdische Historiker Saul Friedländer eine Gesprächsrunde nur seinetwegen, Nolte, demonstrativ verlassen habe, habe Habermas einseitig dargestellt. Er, Nolte, sei zwar nicht schriftlich, aber mündlich von den Römerberggesprächen ausgeladen worden. Dies gehe vermutlich auf einen Anstoß von Habermas zurück, der damit nicht zum ersten Mal seine „Machtpositionen“ in Verlagen und Gremien für „ein Zensorenamt besonderer Art“ benutzt habe.
Michael Stürmer warf Habermas am 16. August 1986 „schludrige Recherche“, „geklitterte Zitate“ und „sozialistische Nostalgie“ vor. Er, Stürmer, habe nur die seit langem vorgegebene „deutsche Frage“ durch Vertiefen der „atlantisch-europäischen Bindungen“ beantwortet. Historie könne Identitätsstiftung nur anderen überlassen; Habermas habe diese „glücklicherweise vergeblich“ versucht. Stürmer zitierte einen von Habermas ausgelassenen Satz aus seinem kritisierten Aufsatz: Historie müsse „von allem Anfang der Legende, dem Mythos, der parteiischen Verkürzung entgegentreten.“ Die Kritik von Habermas sei daher „phantasievolle Erfindung“; er lasse für angebliche Aufklärung „den Zweck die Mittel heiligen“.
Am 31. Oktober 1986 erläuterte Nolte seinen kritisierten Aufsatz. Er habe das ihm gestellte Thema Vergangenheit, die nicht vergehen will als Metapher für den gegenwärtigen Umgang mit der NS-Zeit aufgefasst und diesen wie folgt beschrieben: Die meisten suchten überall in der Gegenwart NS-Merkmale, einige sähen darin politische Interessen und Ablenkung von aktuellen Fragen und strebten ein objektiveres Bild der NS-Zeit an, das aber als Apologetik stigmatisiert werde. Dies zeige, wie das Bekanntwerden der NS-Verbrechen ab 1945 die Deutschen geprägt habe und welche paradoxen, unerwarteten Folgen dies haben könne. Er habe dann Hitlers Motive für dessen schlimmste Verbrechen ebenfalls aus einer nicht vergehenden Vergangenheit zu erklären versucht: einer seit 1920 verbreiteten Furcht vor kollektiven Morden der Bolschewiki und Foltermethoden der Tscheka, von denen Hitler aus für ihn glaubhaften Zeitungsberichten erfahren habe. Die Bolschewiki hätten ihre Morde als Klassenmord ideologisch gerechtfertigt; dies hätten Linke wie Rechte in der Weimarer Republik als historisch neuartige „asiatische“ Tat betrachtet. Hitler habe diese „genuine Erfahrung“ zur biologischen Schuldzuschreibung gegen die Juden umgeformt und damit ein weiteres Novum, einen Rassenmord, gerechtfertigt. Der Holocaust sei also keine direkte, sondern eine durch diese Deutung vermittelte Antwort auf den Archipel Gulag gewesen. Dass diese Deutung unzulässig, absurd und falsch war, habe er als selbstverständlich vorausgesetzt. Habermas und sein Unterstützer Eberhard Jäckel hätten dies als direkte Rechtfertigung der Reaktion missdeutet.
Auch habe er, Nolte, David Irvings These einer jüdischen Kriegserklärung nicht zugestimmt, sondern nur darauf hingewiesen, dass Weizmanns von Historikern wenig beachtete Erklärung „einer Kriegserklärung gleichkam“, so dass sich „Internierung als Gegenmaßnahme begreifen“ lasse. Diese hätte dann aber nur nach dem Völkerrecht geschehen dürfen. Daher sei es „infam“, diesen Hinweis als Rechtfertigung des Holocaust zu deuten. Jäckels Definition der Singularität des Holocaust stimme mit seinem Begriff „Rassenmord“ überein; ein öffentlicher Führerbefehl zur Ermordung aller Juden sei jedoch unbelegt. Dazu habe Hitler aus Rücksicht auf die Reste des liberalen Systems die Macht gefehlt. Dagegen seien „Ausrottung der Bourgeoisie“ und „Liquidierung der Kulaken“ öffentlich propagiert worden. Habermas habe diese indiskutabel als „Vertreibung“ bezeichnet, Jäckel habe sie mit dem Hinweis verharmlost, es sei ja nicht jeder Bourgeois ermordet worden. Er selbst glaube, dass der Nationalismus nicht bloß durch einen Antinationalismus, der hauptsächlich Schuld kollektiver Gegner suche, umgekehrt werden dürfe. Die „fundamentale Schuld der kollektivistischen Schuldzuschreibung“ müsse gemeinsam von allen Seiten betrachtet werden. Um dabei mitzureden, müsse Habermas lernen, „auch dann hinzuhören, wenn er seine Vor-Urteile herausgefordert fühlt.“

## Rezeption

### Deutschland
Darüber, welches Ergebnis der Streit hatte und wie es zu bewerten ist, herrscht in Deutschland bis heute keine Einigkeit. Der Politikwissenschaftler Martin Greiffenhagen bezweifelte 1993, dass „solche intellektuellen Geistesschlachten für die Bildung eines Geschichtsbewußtseins überhaupt etwas austragen, das doch umfänglich verwurzelt sein muß“. Wenn der Historikerstreit überhaupt eine öffentliche Wirkung gehabt habe, so habe er rechtsextreme Positionen gestärkt.
Henning Köhler meinte 2002, im Historikerstreit habe sich die These von der Einzigartigkeit der NS-Verbrechen und ihrer alles überragenden Bedeutung für die deutsche Geschichte im Sinne einer „Verinnerlichung der Teilung“ nachhaltig durchgesetzt:

„Auschwitz erhielt die Bedeutung eines singulären Jahrhundertverbrechens, für das den Deutschen mit der Teilung ihres Staates eine gerechte Strafe auferlegt war.“

Auch Hans-Ulrich Wehler vertrat 2008, dass in der Bilanz die Gegner Noltes, Stürmers und Hillgrubers obsiegt hätten, bewertet dies aber positiv: „Die selbstkritische Haltung, mit der die mühsam etablierte politische Kultur der Bundesrepublik verteidigt worden war“, habe sich durch den Historikerstreit verbreitert. „Insgesamt wurde dadurch die Bereitschaft gefestigt, das soziopolitische System der Bundesrepublik gegen künftige Anfechtungen zu verteidigen.“
Wolfgang Wippermann resumierte 2006: „Der ‚kausale Nexus‘ wurde von den weitaus meisten Diskutanten zurückgewiesen, und zwar häufig mit der Begründung, dass die deutsche Schuld und Verantwortung relativiert werden würde, wenn die deutschen Verbrechen nur eine Art Notwehrreaktion gewesen sein sollten.“ Wippermann verwies dazu auf Dan Diner, Hans-Ulrich Wehler und Richard J. Evans.
Der Zeithistoriker Klaus Große Kracht bestreitet, dass der mit so viel Polemik und massenmedialer Aufmerksamkeit ausgetragene Historikerstreit empirische oder analytisch-reflexive Ergebnisse erbracht habe: Es handle sich um einen Konflikt innerhalb einer bestimmten Historikergeneration, die ihre verschiedenen Deutungsansätze nicht mehr fachintern hätten vereinbaren können – „vielleicht auch deshalb, weil sich in ihren eigenen Biografien Erfahrungsschichten aus der Zeit des Nationalsozialismus mit bundesrepublikanischen Karrieremustern überlagerten“.
Der Althistoriker Egon Flaig erneuert 2011 die damaligen Vorwürfe, Habermas habe Zitate verfälscht, Positionen dramatisiert und ohne Kenntnis ihrer theoretischen Voraussetzungen aus dem Kontext gerissen. Diese sonst dem „Lumpenjournalismus“ vorbehaltenen „Tricks“ hätten die Debatte absichtlich eskalieren lassen, in der sich Habermas zum moralischen Inquisitor aufgeschwungen habe. Dies habe eine Herrschaft des „moralischen Terrors“ durch „die pestartige Virulenz der Political Correctness und des Gutmenschentums mit seiner spezifischen Intelligenz“ verstärkt. In eigenen Beiträgen reagierten Heinrich-August Winkler und Micha Brumlik auf den Beitrag Flaigs und wiesen ihn als Polemik zurück.
Wie 2020 durch einen Aufsatz in den Vierteljahrsheften für Zeitgeschichte bekannt wurde, hatte Jörg Villain, ein Historiker des Ministeriums für Staatssicherheit der DDR im Rang eines Majors, Ende 1988 eine Analyse zum Historikerstreit verfasst. Darin hatte er Wachsamkeit gegenüber dem Geschichtsrevisionismus gefordert und eine offensive Widerlegung der im Historikerstreit verschiedentlich geäußerten Hinweise auf stalinistische Verbrechen gefordert. Diese wären durchweg „erfundene Greuelpropaganda“ und antikommunistische Hetze. Dass sich die „rechtskonservativen Vordenker“ nicht hätten durchsetzen können, führte Villain auch auf die „friedenspolitische Offensive der sozialistischen Staatengemeinschaft“ zurück: Der Weltsozialismus gewinne immer weiter an Ausstrahlungskraft.

### Andere Staaten
Philipp Stelzel zufolge unterstützten US-amerikanische Historiker die Kritik an Noltes Thesen: „Amerikanische Historiker waren einmütig in ihrer Gegnerschaft gegen Ernst Noltes Apologetik betreffend die Einzigartigkeit von Nationalsozialismus und Holocaust.“ Timothy Snyder betrachtet im Jahr 2011 beide Seiten kritisch: „Im Historikerstreit hatte jeder Unrecht. Jürgen Habermas hatte seinerzeit einen Rahmen vorgeschrieben, innerhalb dessen die Diskussion stattzufinden hatte. Es gab also eine ideologische Zensurhaltung, kombiniert mit relativ wenig Sachwissen. Es kam in Deutschland aber seither zu einem unglaublichen Fortschritt, was allein den Zuwachs an Wissen über jene Zeit angeht. Durch die fortgesetzte Arbeit am Thema wurde der Holocaust einerseits noch schlimmer, andererseits plausibler als Faktum. Wenn man ihn als metaphysisch einzigartig betrachtet, entzieht man ihn der Geschichte – und was kann man dann noch machen?“
Dem deutschen Historikerstreit folgten ähnliche Kontroversen in anderen Ländern. Der Historiker Øystein Sørensen nahm in Historisk Tidsskrift die deutsche Debatte zum Anlass, nach dem Zusammenhang von Geschichtsschreibung und nationaler Identität in Norwegen zu fragen. Dabei ging es vor allem um eine Einengung der norwegischen Geschichtsschreibung auf die Widerstandsbewegung unter Aneignung deren moralischer Wertung. Auch Nils Johan Ringdal kritisierte, dass sich die norwegische Geschichtsschreibung nach Magne Skodvin nicht von der Perspektive des Widerstands gelöst habe. Hans Fredrik Dahl forderte eine neutralere Sicht auf Ideologie und Motive der Nasjonal Samling, die nicht als Landesverräter, sondern in diesem Sinne als Revolutionäre zu sehen seien. Dies wurde u. a. von Arnfinn Moland kritisiert, der die moralische Wertung in der Geschichtsschreibung mit der norwegischen Staatsräson in Verbindung bringt.
Auch die Historiker der Ostblock-Staaten nahmen diesen Diskurs zur Kenntnis und beteiligten sich daran mit etlichen Beiträgen. Einige davon wurden 1989 im Themenband „Der deutsche Historikerstreit aus mitteleuropäischer Sicht“ des OsteuropaForums veröffentlicht.

## Zweiter Historikerstreit
Im Mai 2021 löste der australische Genozidforscher A. Dirk Moses mit seinem Aufsatz Der Katechismus der Deutschen einen „zweiten Historikerstreit“ aus, in dem es um die deutsche Gedenkkultur und das Verhältnis zwischen dem Holocaust und den in den deutschen Kolonien begangenen Massenverbrechen geht.